# Luis Adrián Duque
Luis Adrián Duque es un político venezolano y actual alcalde del municipio Sucre, en el estado Yaracuy. 

## Carrera
| Si reinciden, le vamos a hacer un videíto y le vamos a suspender la bolsa de comida y el gas. Si creen que es una medida inconstitucional, vayan al contencioso administrativo, yo les meto desacato a la autoridad y serán puestos a la orden del Ministerio Público. Hay que ser conscientes. —Luis Adrián Duque |

Para el 7 de abril de 2021 Adrián Duque marcó las casas de varias personas sospechosas de estar contagiadas con COVID-19 en la localidad para reforzar la cuarentena durante la pandemia, amenazando con multar a quienes desobedecieran sus disposiciones. La ONG Acceso a la Justicia acusó que dichas medidas violaban la Constitución de Venezuela y los tratados internacionales de derechos humanos suscritos por Venezuela, incluyendo el derecho a la salud, el derecho a la privacidad y la no discriminación. El Ministerio Público inició una investigación en su contra por su orden de colocar carteles identificativos en las viviendas.